# Xã Isabel, Quận Fulton, Illinois
Xã Isabel (tiếng Anh: Isabel Township) là một xã thuộc quận Fulton, tiểu bang Illinois, Hoa Kỳ. Năm 2010, dân số của xã này là 192 người.